# Śmierć Prokris (obraz Paola Veronesego)
Śmierć Prokris (wł. Cefalo e Procri) – obraz włoskiego malarza renesansowego Paola Veronesego.

## Geneza obrazu
Temat obrazu został zaczerpnięty z poematu Owidiusza, w którym opowiada o sile miłości i zazdrości dwojga kochanków, świeżo zaślubionych małżonków Kefalosa, syna boga Hermesa i Prokris, córki króla Aten.
Kefalos wpadł w oko bogini Jutrzence, jednakże skutecznie opierał się przed jej zalotami. Wówczas bogini wyjawiła mu, iż żona zdradzi go z każdym, kto ofiaruje jej złoto. By tego dowieść, zamieniła go w Pteleona, a ten udał się do Aten i tam ofiarował Prokris złotą koronę, a następnie posiadł ją. Postępowanie małżonki rozzłościło Kefalosa i w rewanżu został kochankiem Jutrzenki, a zawstydzona Prokris uciekła na Kretę. Tam kobieta została kochanką króla Minosa po tym jak ofiarował jej psa myśliwskiego i cudowną dzidę, która nigdy nie chybiła na łowach. Po pewnym czasie stęskniona małżonka postanowiła odzyskać męża i w przebraniu za chłopca o imieniu Pterelas wróciła do Aten na organizowane przez Kefalosa, łowy. Dzięki magicznemu łukowi zwróciła uwagę na organizatora, który zapragnął kupić ów przedmiot. Prokris zgodziła się oddać dzidę tylko za miłość, ale na miłosnym łożu wszystko się wydało i małżonkowie ponownie byli razem. Kefalos często chodził na łowy, co bogini Artemida wykorzystała by wmówić Prokris, iż łowy są jedynie pretekstem, a w rzeczywistości niewierny małżonek nadal spotyka się z Jutrzenką. Kobieta postanowiła sprawdzić to osobiście i gdy mąż wyszedł na polowanie ona wyszła za nim by potwierdzić słowa bogini. Kefalos usłyszawszy szelest za sobą, odwrócił się i myśląc, że jest to skradające zwierzę rzucił weń dzidę. W ten sposób ranił śmiertelnie Prokris za co został wygnany na banicję, na przylądek dzisiaj zwany Kefalonią. Tam z rozpaczy popełnił samobójstwo, a bogowie zamienili parę w gwiazdy i umieścili na niebie.

## Opis obrazu
Veronese wybrał moment, gdy ugodzona dzidą Prokris, ściskając dłoń Cefalusa, wydaje ostatnie tchnienie. Kobieta ma na sobie bogatą, przeszywaną złotem szatę, której góra zsunęła się, odkrywając jej piersi. Z jej boku wystaje włócznia, którą podtrzymuje lewą dłonią. Prawa dłoń obejmuje dłoń kochanka, który tłumaczy się ze swojego czynu. Konająca Prokris spogląda jeszcze na mężczyznę, który również patrzy w jej oczy. Już wie, iż to jego zazdrość doprowadziła do tragedii. Za Cefalusem artysta namalował psa, który podobnie jak włócznia również był darem dla myśliwego od Prokris.